# 469
| [ Edytuj tabelę ]          |                                    |
| Cesarz Bizancjum           | - 457 Leon I 474                   |
| Król Franków               | - 457 Childeryk I 481              |
| Chan Hunów                 | - 454 Dengizek 469 - 458 Ernak 469 |
| Król Kentu                 | - 455 Hengest 488                  |
| Patriarcha Konstantynopola | - 458 Gennadiusz I 471             |
| Władca Korei               | - 413 Changsu 491                  |
| Król Munsteru              | - 453 Óengus 489                   |
| Papież                     | - 468 Symplicjusz 483              |
| Król Persji                | - 459 Peroz I 484                  |
| Cesarz Rzymu               | - 467 Antemiusz 472                |
| Król Wandalów              | - 428 Genzeryk 477                 |
| Król Wizygotów             | - 466 Euryk 484                    |

Rok 469 / CDLXIX
stulecia: IV wiek ~
V wiek ~
VI wiek

lata: 459 «
464 «
465 «
466 «
467 «
468 «
469
» 470
» 471
» 472
» 473
» 474
» 479

## Wydarzenia
- Europa
  - Ostrogoci opuścili Panonię. Część pomaszerowała na zachód, gdzie dołączyła do Wizygotów, a reszta ruszyła na południe